# الأكسجين ليس للموتى
الأكسجين ليس للموتى هي رواية للكاتبة الفلسطينية هبة أبو ندى، صدرت عن دار ديوان للنشر في الكويت عام 2017، تقع في 300 صفحة من القطع المتوسط. تتناول الرواية قضايا الحرية والعدالة وتعبر عن الواقع الفلسطيني والعربي في زمن الثورات. حازت الرواية على المركز الثاني في فئة الرواية في الدورة العشرين لمسابقة الشارقة للإبداع العربي، التي تنظمها دائرة الثقافة والإعلام في حكومة الشارقة سنويًّا.

## عن الرواية
تبدأ الرواية كرواية بوليسية حيث يُغتال وزيران ونائب، وتبدأ التحقيقات لمعرفة الفاعل، في هذه الأثناء نتعرف على آدم (ضابط المخابرات)، وقلقه الداخلي واضطراباته، وحبه لزوجته التي اقترن بها بعد شفائه النسبي من الصدمة بسبب انتحار عروسِه الأولى في يوم زواجِهما. آدم هو نجل وزير الداخلية الذي يُغتال بظروف غامضة، ثم تننقل الرواية لتصبح سياسية تفضح مجتمعاً عربياً نخر الفساد داخله ،وقُمعت فيه الحريات، وتفشى الظلم والقهر والجوع حتى بدأت نواة الثورة فيه، وتبدأ رحلة البحث عن قاتل رجالات الدولة، وعن علاقة آدم بنور وعزيز وريما؟ وهل ستنجح الثورات أم يقضى عليها.

## اقتباسات
«وللحناجر التي جفت كصحراء الربع الخالي في طريقها للكلمة الأولى من السلام الوطني».